# Der Paritätische Thüringen

Logo 2010

Der Paritätische Wohlfahrtsverband (Der Paritätische) Landesverband Thüringen e. V. ist ein Spitzenverband der Freien Wohlfahrtspflege in Thüringen mit Sitz in der Landgemeinde Nesse-Apfelstädt im Ortsteil Neudietendorf.
Der Paritätische Thüringen vertritt die Interessen seiner Mitgliedsorganisationen unter anderem im Landesjugendhilfeausschuss, im Landesfrauenrat, im Landespsychiatriebeirat, im Landesbeirat für Menschen mit Behinderung, im Landesbeirat für Arbeitsmarktpolitik im GfAW-Beirat, in den Begleitausschüssen zu den EU-Strukturfonds, in der Teilhabekommission BTHG, in der Besuchskommission nach §24 Thür.Psych.KG, in der Thüringer Landesmedienanstalt, sowie in der Thüringer Arbeitsgemeinschaft Soziale Stadtentwicklung und Gemeinwesenarbeit (ThASG) e.V.
Er gehört der LIGA der Freien Wohlfahrtspflege Thüringen e. V. an, deren Vorsitz Stefan Werner, Landesgeschäftsführer für die Periode 2021/2022 innehatte, ist Teil der Initiative Transparente Zivilgesellschaft und richtet seine Arbeit nach dem Governance Kodex aus.
Außerdem ist der Verband Mitglied im Paritätischen Gesamtverband mit Sitz in Berlin, im Verband der Wirtschaft Thüringens (VWT), im Deutschen Verein, in der Jugendberufshilfe Thüringen e. V., in der Thüringer Landesstelle für Suchtfragen e. V., in der Verbraucherzentrale Thüringen e.V., in der LAG Kinder- und Jugendschutz Thüringen und ist Genossenschaftsmitglied in der innova eG.

## Geschichte
Der Verband wurde am 30. Juni 1990 in Wilhelmsthal (Kreis Eisenach) in der Gründungsversammlung mit 17 Vertretern (siehe Gründungsmitglieder) von im Freistaat Thüringen tätigen Wohlfahrtsorganisationen zum Wohlfahrtsverband „Der Paritätische Wohlfahrtsverband (Der Paritätische) Landesverband Thüringen e. V.“ gegründet. Sitz des Paritätischen Thüringen war bis zu seinem Umzug im Jahre 1996 nach Neudietendorf in die alte Bauernschule – dem heutigen „Haus der Parität“, Erfurt. Mit der Gründung der Tochtergesellschaft parisat – Gesellschaft für Paritätische Soziale Arbeit in Thüringen mbH nebst der Paritätischen Akademie im Jahr 1999 sowie der Gründung der Paritätischen BuntStiftung Thüringen im Jahr 2007 konnte das Portfolio des Verbandes stark erweitert werden.

### Gründungsmitglieder
(Namen der Gründungsmitglieder mit Stand 06/1990)
- Arbeiter-Samariter-Bund Erfurt e. V.
- Blinden- und Sehschwachenverband Thüringen (e. V. in Vorb.)
- Deutscher Schwerhörigenbund Landesverband Thüringen e. V.
- Diabetikerbund Erfurt (e. V. in Vorb.)
- Elternkreis autistischer Kinder und Jugendlicher (e. V. in Vorb.)
- Elterninitiative krebskranker Kinder e. V.
- Krebsliga der DDR e. V.
- Landesverband der Gehörlosen Thüringen e. V.
- Volkssolidarität e. V. Bezirksverband Gera
- Markus-Heim Hauteroda (e. V. in Vorb.)
- Arbeiter-Samariter-Bund Hermsdorf e. V.
- Verband der Kriegs- und Wehrdienstopfer, Behinderten und Sozialrentner (vdK) Landesverband Thüringen e. V.
- Lebenshilfe Südthüringen e. V.
- Volkssolidarität e. V. Bezirksverband Suhl
- Hilfe für das autistische Kind Thüringen e. V.
- Betreuung zu Hause (e. V. in Vorb.)
- Verein Frauenzentrum e. V.

## Name, Aufgabe, Grundsätze
Der Paritätische arbeitet nach seinen Grundsätzen Offenheit, Vielfalt und Toleranz, steht für eine transparente Zivilgesellschaft und setzt sich für ein soziales Miteinander ein. Dies alles unter der Maßgabe, der Gleichwertigkeit (lateinisch: paritas „Gleichheit, gleich stark“) aller Menschen. Wenn es ums Soziale geht, ist der Paritätische der große Spitzenverband der Freien Wohlfahrtspflege im Freistaat. Der Paritätische Thüringen ist politisch überparteilich und an keine Konfession gebunden. Als Landesverband nimmt er die Interessenvertretung seiner Mitgliedsorganisationen gegenüber Politik, Kostenträgern und der Öffentlichkeit wahr, bietet Betreuung und Beratung auf fachlicher Ebene und setzt maßgebende Akzente in der Sozialwirtschaft.
Des Weiteren bietet die 100 % Tochtergesellschaft parisat Fort- und Weiterbildungen für haupt- und ehrenamtliche Mitarbeitende, Kurse, Lehrgänge und Seminare an. Die BuntStiftung engagiert sich im Bereich der Hochschulkooperationen und ist Träger im Bereich der Freiwilligendienste FSJ und BFD.

## Struktur

### Organe
Die Organe des Verbandes sind die Mitgliederversammlung und der Vorstand. Die Mitgliederversammlung als das oberste beschlussfassende Organ bestimmt die Richtlinien der Verbandsarbeit. Sie gibt sich eine Geschäftsordnung. Der Vorstand wird von der Mitgliederversammlung gewählt. Zur Erledigung der laufenden Geschäfte bestellt der Vorstand einen Geschäftsführer.

### Liste aller Vorstandsvorsitzenden
| 1990                      | Arne Petrich      |
| 1991 bis 16.06.1995       | Siegfried Spernau |
| 17.06.1995 bis 20.11.2007 | Jelka Wetzel      |
| 21.11.2007 bis 25.10.2023 | Rolf Höfert       |
| 25.10.2023 bis dato       | Katja Heinrich    |

### Liste aller Geschäftsführungen
| 1990 bis 1992          | Rolf Gerking    |
| 1992 bis 31.12.2016    | Reinhard Müller |
| 01.01.2017 bis 08.2023 | Stefan Werner   |
| seit 01.01.2024        | Stephan Panhans |

### Mitarbeitende
Im Paritätischen Landesverband Thüringen sind 40,68 VBE, davon 11,36 VBE projektbezogen beschäftigt (Stand 31. Dezember 2022).

## Mitgliedsorganisationen
Unter dem Dach des Verbandes sind 345 (Stand 31. Dezember 2022) Mitgliedsorganisationen (Vereine, Organisationen, Einrichtungen und Initiativen) mit über 20.000 Beschäftigten vereint, die die Vielfältigkeit der Thüringer Sozialwirtschaft widerspiegeln. – von großen Behinderteneinrichtungen und Pflegeheimen über Kindertagesstätten, Kinder- und Jugendzentren, Frauenhäuser, Familienzentren, Tafeln, Schuldnerberatungsstellen bis hin zu Interessengemeinschaften und Selbsthilfeinitiativen. Diese sind unter anderem in der Kinder-, Jugend-, Alten- und Familienhilfe, in der Schulbildung und schulbezogenen Jugendhilfe, in der ambulanten und stationären Pflege, in der sozialen und psychosozialen Versorgung, in der Behindertenhilfe, der interkulturellen Arbeit und Migrationssozialarbeit, der AIDS-Hilfe, der Drogen- und Suchthilfe, in der Gesundheitsförderung und -versorgung und in der Nachbarschaftsarbeit tätig.